# 江別市立大麻中学校
江別市立大麻中学校（えべつしりつ おおあさちゅうがっこう）は、北海道江別市大麻宮町にある市立中学校。

## 沿革
- 1968年（昭和43年） - 校舎一期工事完成
- 1970年（昭和45年） - 校舎二期工事完成
- 1982年（昭和57年） - 校訓「雄渾」の制定

## 学校教育目標
21世紀を豊かな心で、たくましく、正しく生きる人間の育成をめざす教育の推進
- 広い視野に立ち、目的をもって学習する生徒の育成
- 自然や人間を思いやり、心豊かに生きる生徒の育成
- 物事を正しく判断し、責任感の強い生徒の育成
- 身体を鍛え、進んで勤労にいそしむ生徒の育成

## 校区
- 江別市立大麻小学校
- 江別市立大麻西小学校
- 江別市立文京台小学校

## 出身者
- 樺沢紫苑（精神科医、作家）
- 北風沙織（陸上競技選手）
- 古村比呂（女優）
- ヒロ福地（タレント）
- 三谷晃代（歌手、タレント）